# RGS6
RGS6 (англ. Regulator of G protein signaling 6) – білок, який кодується однойменним геном, розташованим у людей на короткому плечі 14-ї хромосоми. Довжина поліпептидного ланцюга білка становить 472 амінокислот, а молекулярна маса — 54 423.
| 10         |  | 20         |  | 30         |  | 40         |  | 50         |
| ---------- |  | ---------- |  | ---------- |  | ---------- |  | ---------- |
| MAQGSGDQRA |  | VGVADPEESS |  | PNMIVYCKIE |  | DIITKMQDDK |  | TGGVPIRTVK |
| SFLSKIPSVV |  | TGTDIVQWLM |  | KNLSIEDPVE |  | AIHLGSLIAA |  | QGYIFPISDH |
| VLTMKDDGTF |  | YRFQAPYFWP |  | SNCWEPENTD |  | YAIYLCKRTM |  | QNKARLELAD |
| YEAENLARLQ |  | RAFARKWEFI |  | FMQAEAQVKI |  | DRKKDKTERK |  | ILDSQERAFW |
| DVHRPVPGCV |  | NTTEMDIRKC |  | RRLKNPQKVK |  | KSVYGVTEES |  | QAQSPVHVLS |
| QPIRKTTKED |  | IRKQITFLNA |  | QIDRHCLKMS |  | KVAESLIAYT |  | EQYVEYDPLI |
| TPAEPSNPWI |  | SDDVALWDIE |  | MSKEPSQQRV |  | KRWGFSFDEI |  | LKDQVGRDQF |
| LRFLESEFSS |  | ENLRFWLAVQ |  | DLKKQPLQDV |  | AKRVEEIWQE |  | FLAPGAPSAI |
| NLDSHSYEIT |  | SQNVKDGGRY |  | TFEDAQEHIY |  | KLMKSDSYAR |  | FLRSNAYQDL |
| LLAKKKGKSL |  | AGKRLTGLMQ |  | SS         |  |            |  |            |

A: Аланін

C: Цистеїн

D: Аспарагінова кислота

E: Глутамінова кислота

F: Фенілаланін

G: Гліцин

H: Гістидин

I: Ізолейцин

K: Лізин

L: Лейцин

M: Метіонін

N: Аспарагін

P: Пролін

Q: Глутамін

R: Аргінін

S: Серин

T: Треонін

V: Валін

W: Триптофан

Кодований геном білок за функціями належить до активаторів гтфаз, інгібіторів передачі внутрішньоклітинних сигналів. 
Задіяний у такому біологічному процесі, як альтернативний сплайсинг. 
Локалізований у клітинній мембрані, цитоплазмі, ядрі, мембрані.